# Wspólnota administracyjna Bad Neustadt an der Saale
Wspólnota administracyjna Bad Neustadt an der Saale – wspólnota administracyjna (niem. Verwaltungsgemeinschaft) w Niemczech, w kraju związkowym Bawaria, w rejencji Dolna Frankonia, w regionie Main-Rhön, w powiecie Rhön-Grabfeld. Siedziba wspólnoty znajduje się w mieście Bad Neustadt an der Saale, które jednak do wspólnoty nie należy. Przewodniczącym jej jest Bruno Altrichter.
Wspólnota administracyjna zrzesza siedem gmin wiejskich (Gemeinde): 
- Burglauer, 1 650 mieszkańców, 13,95 km²
- Hohenroth, 3 568 mieszkańców, 17,14 km²
- Niederlauer, 1 727 mieszkańców, 9,07 km²
- Rödelmaier, 919 mieszkańców, 6,28 km²
- Salz, 2 347 mieszkańców, 8,65 km²
- Schönau an der Brend, 1 281 mieszkańców, 15,58 km²
- Strahlungen, 918 mieszkańców, 13,43 km²